# 中山里 (新竹縣)
中山里，是臺灣新竹縣竹東鎮的一個里。轄區東至洗衫坑（中興河道）與中正里為界，西至鳳凰山森林一帶與商華里為界，北至中山橋及竹東高中一線與南華里為界，南至東寧橋及世光教養院一線與大鄉里為界。

## 歷史
臺灣清治時期至日治前期，本地稱為軟陂仔，隸屬於竹北一堡上公館庄。1920年（大正九年），上公館庄改制為大字，隸屬於新竹州竹東郡竹東街。當時竹東郡的郡守宿舍就在軟陂仔內，約當今北平路與東寧路交會處。
中華民國接管臺灣後，軟陂仔與大窩、茅仔岡等地一起劃歸大鄉里。1973年（民國62年），軟陂仔地區分拆獨立設置一里，取名中山里。

## 主要街道

### 南北向
- 大林路
- 東寧路（縣道122號）二段
- 長春路一段
- 博愛街

### 東西向
- 中山路
- 北平路

## 寺廟
- 福德寺